# 磯貝靜藏
磯貝靜藏（1849年—1910年8月27日），日本政治人物，出身岐阜縣，曾來臺擔任臺南縣知事。任內重視當地文史，任用舉人蔡國琳為參事，提請將延平郡王祠改為神社，並倡修《臺南縣誌》。
明治卅三年（1900年）3月3日秩滿去職。明治四十三年（1910年）8月27日去世。